# خانه بهادر غضنفری
خانه بهادر غضنفری مربوط به دوره قاجار است و در شیراز، محله سنگ سیاه، کوچه عظیم السلطنه واقع شده و این اثر در تاریخ ۸ مرداد ۱۳۸۱ با شمارهٔ ثبت ۶۰۷۸ به‌عنوان یکی از آثار ملی ایران به ثبت رسیده است.